# Menemerus guttatus
Menemerus guttatus là một loài nhện trong họ Salticidae.
Loài này thuộc chi Menemerus. Menemerus guttatus được Wanda Wesołowska miêu tả năm 1999.